# Abdur Rahman Khan (Diplomat)
Abdur Rahman Khan (* 4. Januar 1908 in Hazara; † 1970) war ein pakistanischer Diplomat.

## Leben
Die Schwester von Abdur Rahman Khan war die Ehefrau von Muhammed Ayub Khan. Seine beiden Töchter waren mit Söhnen von Muhammed Ayub Khan verheiratet.
Abdur Rahman Khan studierte an der University of Madras, an der Aligarh Muslim University und Rechtswissenschaft an der University of Delhi.
1931 trat er in den Provincial Civil Services von Khyber Pakhtunkhwa und war als Tehsildar in Britisch-Indien beschäftigt. Von April 1944 bis September 1948 wurde er am Konsulat in Dschalalabad beschäftigt.
Von September 1948 bis September 1952 war er Gesandtschaftssekretär und Gesandtschaftsrat in Kabul. Von September 1953 bis Mai 1955 war Beamter für Sonderaufgaben im pakistanischen Außenministerium. Von Mai 1955 bis Februar 1957 wurde er in Washington, D.C. als Experte in afghanischen Stammesangelegenheiten beschäftigt. Von Februar 1957 bis 1959 war er Botschafter in Jakarta. Von 1959 bis 1963 war er Botschafter in Kabul. 1964 war er Botschafter in Brüssel.
Von 21. September 1964 bis 1970 war er Botschafter in Bonn. Zu Beginn seiner Amtszeit in Bonn, fand vom August bis 23. September 1965, der zweite indisch pakistanische Krieg statt. Auf dem Flughafen Frankfurt wurde vom 10. bis 13. September einem Flugzeug der Pakistan International Airlines die Starterlaubnis nicht erteilt. An Bord wurde schwedische Munition vermutet. Botschafter Abdur Rahman Khan protestierte und erklärte, es handele sich um Jagdmunition. Von der Zoll (Behörde) wurde daraufhin der „Verdacht unrichtiger Deklaration geäußert“. In einer Untersuchung konnte nachgewiesen werden, dass 15.774 Schuss 7,65 x 21 mm Luger aus Dänemark nicht genehmigungspflichtig waren.
Abdur Rahman Khan besuchte mit Heinrich Lübke die Internationale Grüne Woche Berlin. Am 29. Oktober 1965 unterhielt sich Rahman Khan mit Hermann Meyer-Lindenberg über deutsch-pakistanische Waffenlieferverträge, die vor dem Beginn des zweiten indisch-pakistanische Krieg geschlossen worden waren.
Am 6. Oktober 1967 legte er den Grundstein für eine Moschee in der Wallnerstraße 1–5 in München.
Am 16. Oktober 1967 übergab Rahman Khan Rolf Otto Lahr eine Liste mit Ersatzteilen für militärisches Gerät.
Am 22. April 1968 enthüllte er mit Ludwig Huber auf dem Habsburgerplatz in München einen Gedenkstein für Muhammad Iqbal.